# Ciîhîrîn, Berezivka
Ciîhîrîn (în ucraineană Чигирин) este un sat în comuna Rauhivka din raionul Berezivka, regiunea Odesa, Ucraina.

## Demografie
Componența lingvistică a comunei Ciîhîrîn
     Ucraineană (92,04%)
     Rusă (3,86%)
     Alte limbi (1,36%)
Conform recensământului din 2001, majoritatea populației comunei Ciîhîrîn era vorbitoare de ucraineană (92,04%), existând în minoritate și vorbitori de rusă (3,86%) și armeană (2,61%).